# Cellariella fulviventris
Cellariella fulviventris är en biart som först beskrevs av Blüthgen 1925.  Cellariella fulviventris ingår i släktet Cellariella och familjen vägbin. Inga underarter finns listade.